# Tomelloso (Gerichtsbezirk)
Der Gerichtsbezirk Tomelloso ist einer der zehn Gerichtsbezirke in der Provinz Ciudad Real.
Der Bezirk umfasst 4 Gemeinden auf einer Fläche von 1.052,34 km² mit dem Hauptquartier in Tomelloso.

## Gemeinden
| Gemeinde                 | Einwohner (2024) | Fläche km² | Dichte Einw./km² | Cod INE | Postleitzahl |
| ------------------------ | ---------------- | ---------- | ---------------- | ------- | ------------ |
| Argamasilla de Alba      | 6.925            | 397,22     | 17               | 13019   | 13710        |
| Ruidera                  | 533              | 39,20      | 14               | 13902   | 13249        |
| Socuéllamos              | 12.157           | 374,10     | 32               | 13078   | 13630        |
| Tomelloso                | 36.523           | 241,82     | 151              | 13082   | 13700        |
| Gerichtsbezirk Tomelloso | 56.138           | 1.052,34   | 53               | –       | –            |